# 協同規劃、預測與補貨
協同規劃、預測與補貨簡稱 CPFR（Collaborative Planning, Forecasting, and Replenishment），強調供應商及零售商的協同合作流程及資訊分享，並藉由所共享的資訊適當補貨以減少庫存、物流及運輸成本，使供應鏈之流程更有效率，進而提升供應鏈價值。
目前有一些相關委員會成立，「藉由發展包含上游供應商、成品供應商及零售商的協同方案的經營方針及準則，以整合供需的規劃與執行。這些委員會一直持續改進現存之方針、工具及建置 CPFR 的關鍵第一步。」並藉由過去數年自試驗性的研究中累積此方面之經驗，如1986年成立，致力於建立跨產業的商業標準以促進整體供應鏈效率的北美跨產業商業標準協會（Voluntary Interindustry Commerce Standards，簡稱 VICS）即為此方面計畫的研究與實作中的一個重要組織。

## 外部連結
- VICS - CPFR*（页面存档备份，存于）
- CPFR（页面存档备份，存于）
- Collaborative Commerce Standards Institute (CCSI)